# Дубенка (Чортківський район)
Дубенка (до 2008 року — Дубенки́) — село в Україні, у Монастириській міській громаді Чортківського району Тернопільської області. Розташоване на річці Коропець, на сході району. До села приєднано хутори Гута та Слобідка Долішня. У зв'язку з переселенням жителів хутори Дубовиця і Кадуби виключені з облікових даних.
Населення — 689 осіб (2003).
До 2018 — центр Дубенківської сільської ради. Від 2018 року увійшло у склад Монастириської міської громади.

## Історія
Поблизу Дубенків виявлено археологічні пам'ятки пізнього палеоліту та трипільської культури.
Відоме з XVIII століття. 15 квітня 1823 року судом було прийнято рішення (не підлягало оскарженню), яким спірні ґрунти (земельні ділянки) ставали власністю дідича Скварчиньського, що викликало напад селян на панський маєток. Діяло українське товариство «Просвіта».
Пізнішим власником маєтку був Людвік Скварчинський.
У національно-визвольній боротьбі брали участь члени ОУН та вояки УПА, серед них:
- Ганна (1925 р. н.), Євдокія (1922 р. н.) і Марія (1927 р. н.) Білик, Михайло Волошин (1907 р. н.), Йосип Гадиняк (“Громенко”; 1923), Андрій Гала (“Трембіта”; 1921 р. н.), Анелія (1922 р. н.), Іван (1920 р. н.), Михайло (1893 р. н.), Михайло (1920 р. н.), Текля (1898 р. н.) Гриньківи, Антон Залецький (1919 р. н.), Михайло (1922 р. н.) і Михайлина (1925 р. н.) Зінькевичі, Марія Кочан (1901 р. н.), Михайло Кочерай (1930 р. н.), Антін Михайлів (1922–1941), Антон (1936 р. н.), Микола (1920–1941), Михайло (1931 р. н.), Олена (1906 р. н.) та Яків (1903 р. н.) Радомські, Петро Сабадаш (1922 р. н.), Михайло Хмарний (1922 р. н.), Василь (1905 р. н.), Костик (1907 р. н.), Панько (1922 р. н.) та Семен (1902 р. н.) Штангрети і багато інших.

1957 року внаслідок повені були підтоплені будинки.
Протягом 1962–1966 село належало до Бучацького району. 
12 червня 2020 року, відповідно до розпорядження Кабінету Міністрів України № 724-р «Про визначення адміністративних центрів та затвердження територій територіальних громад Тернопільської області» увійшло до складу Монастириської міської громади.
19 липня 2020 року, в результаті адміністративно-територіальної реформи та ліквідації Монастириського району, село увійшло до складу Чортківського району.

### Епідемія коронавірусу
Станом на 29 березня 2020 року в селі було інфіковано 2 особи COVID-19 (і 44 в районі).

## Політика

### Парламентські вибори, 2019
На позачергових парламентських виборах 2019 року у селі функціонувала окрема виборча дільниця № 610675, розташована у приміщенні школи.
Результати
- зареєстровано 449 виборців, явка 56,35%, найбільше голосів віддано за «Слугу народу» — 37,30%, за Всеукраїнське об'єднання «Батьківщина» — 11,90%, за Українську стратегію Гройсмана — 9,92%.[6] В одномандатному окрузі найбільше голосів отримав Микола Люшняк (самовисування) — 33,60%, за Ігоря Сопеля (Слуга народу) — 24,51%, за Аллу Стечишин (самовисування) і Володимира Бліхаря (Всеукраїнське об'єднання «Батьківщина») — по 10,28%[7].

## Пам'ятки
Церкви:

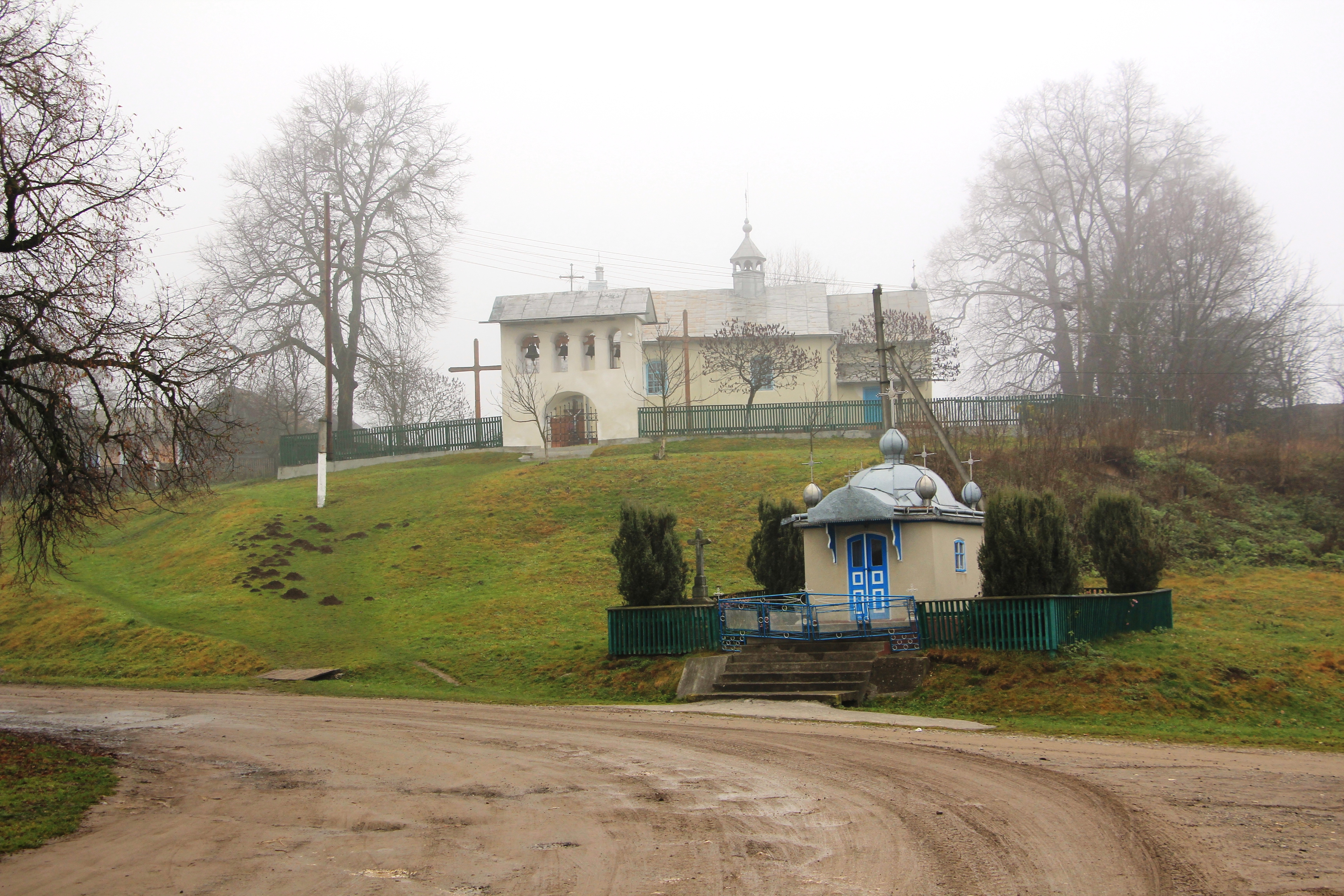
Церква Успіння Пресвятої Богородиці 1878

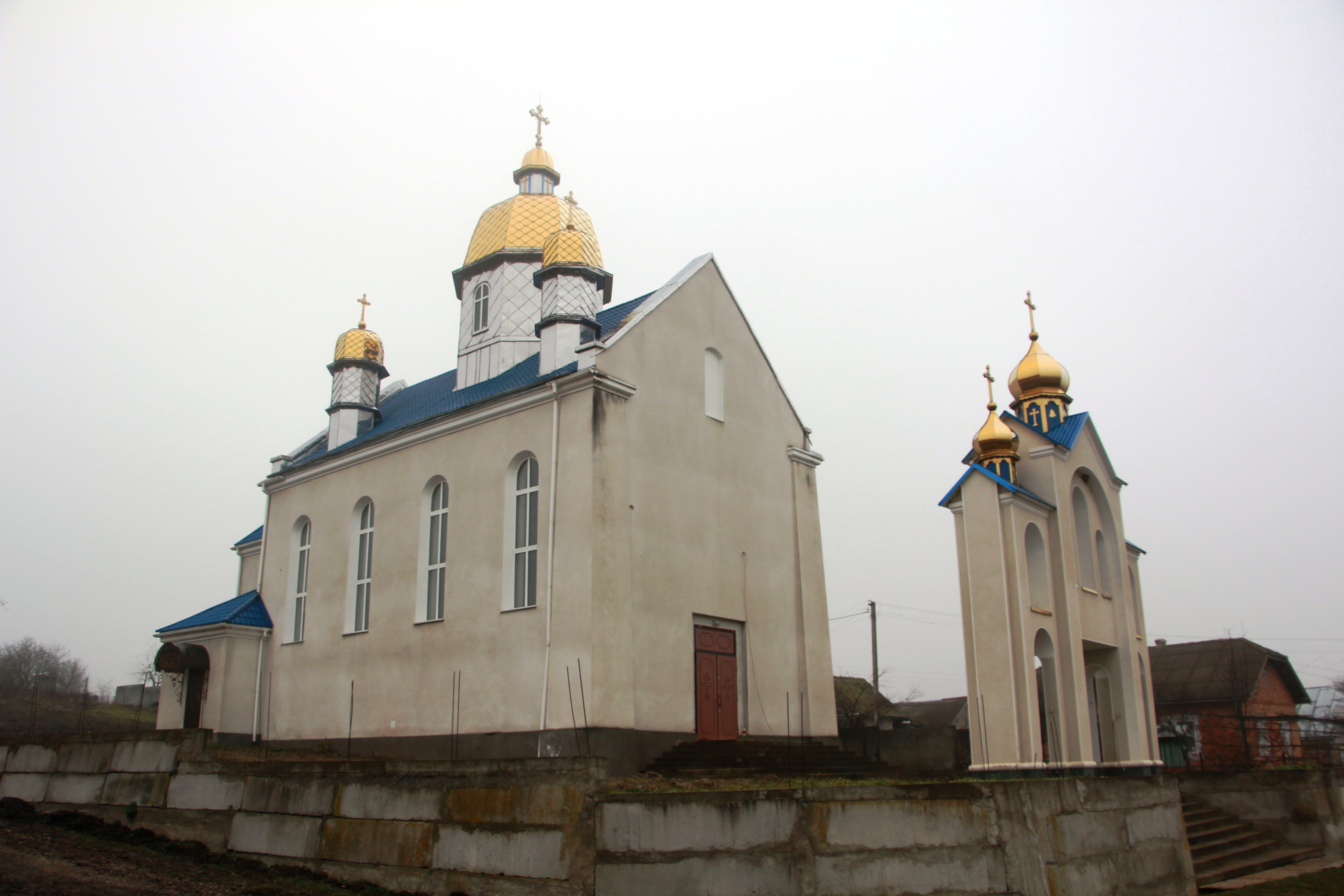
Церква Петра і Павла

- Успення Пресвятої Богородиці (1878, кам'яна, УГКЦ),
- Святих верховних апостолів Петра і Павла (1885, кам'яна, УГКЦ),
- каплиця (1992 р.).

- Стоянка Дубенка I[d] (пізній палеоліт (40—10 тис. років тому));
- Стоянка та поселення Дубенка II[d] (пізній палеоліт (40—10 тис. років тому); трипільська культура (IV — кін. III тис. до н. е.));
- Поселення Дубенка III[d] (голіградська культура; черняхівська культура; лука-райковецька культура);

## Пам'ятники
Споруджено пам'ятник воїнам-односельцям, полеглим у німецько-радянській війні (1985), насипана могила Борцям за волю України (1938; відновлена 1992), встановлено пам'ятний хрест на хуторі Слобідка Долішня з нагоди 2000-ліття народження Ісуса Христа (2000).

## Соціальна сфера
Діють загальноосвітня школа І-ІІ ступенів, клуб, бібліотека, ФАП.

## Населення

### Мова
Розподіл населення за рідною мовою за даними перепису 2001 року:
| Мова       | Кількість | Відсоток |
| ---------- | --------- | -------- |
| українська | 679       | 100%     |

## Відомі люди

### Уродженці Долішньої Слобідки
- Черемшинський Остап Степанович[9] — український краєзнавець, етнограф, літературознавець

### Уродженці Дубенки
- Осиф Михайло Іванович (1980—2022) — український військовик, учасник російсько-української війни[10].

## Галерея

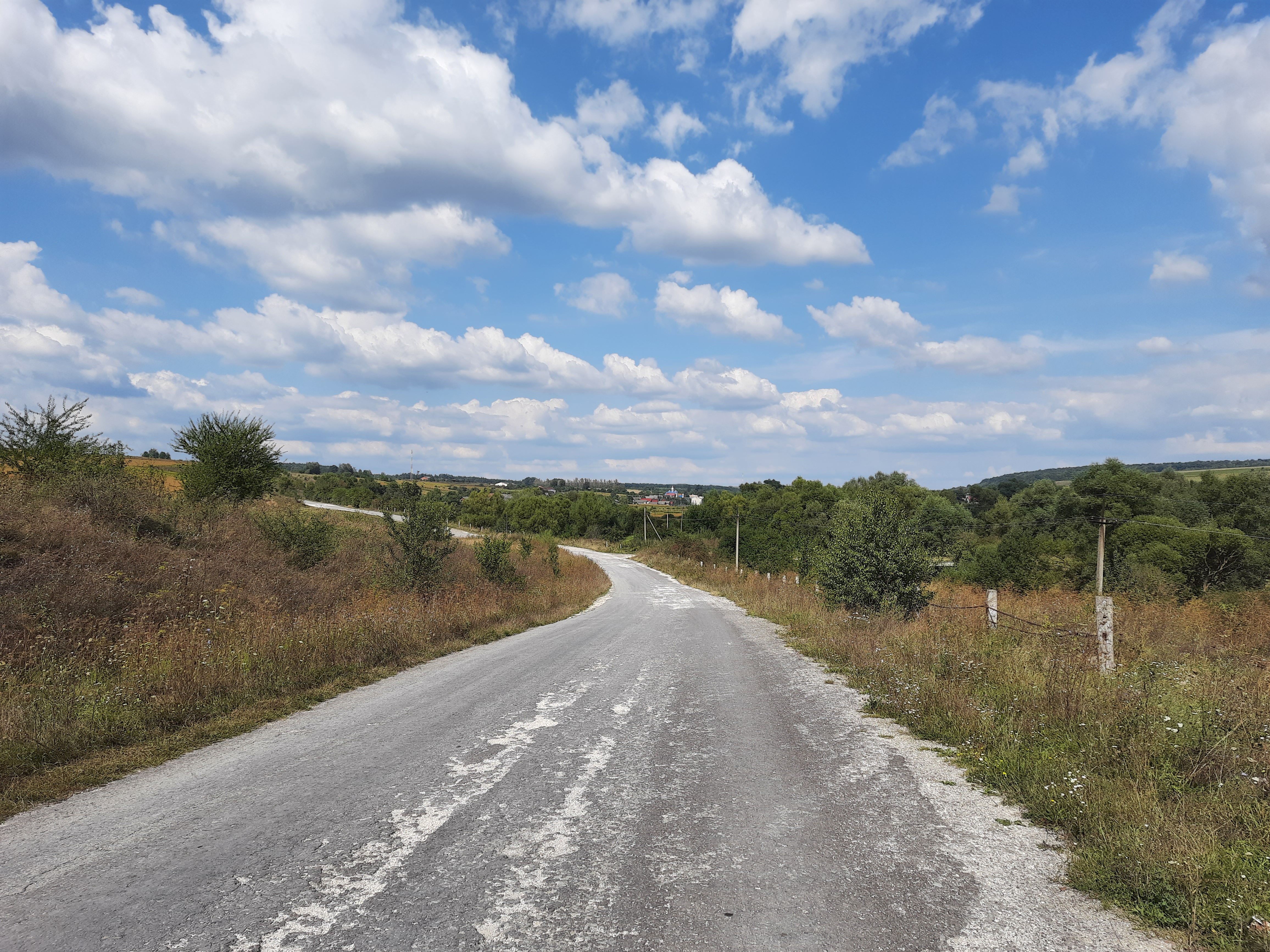
Дорога в село
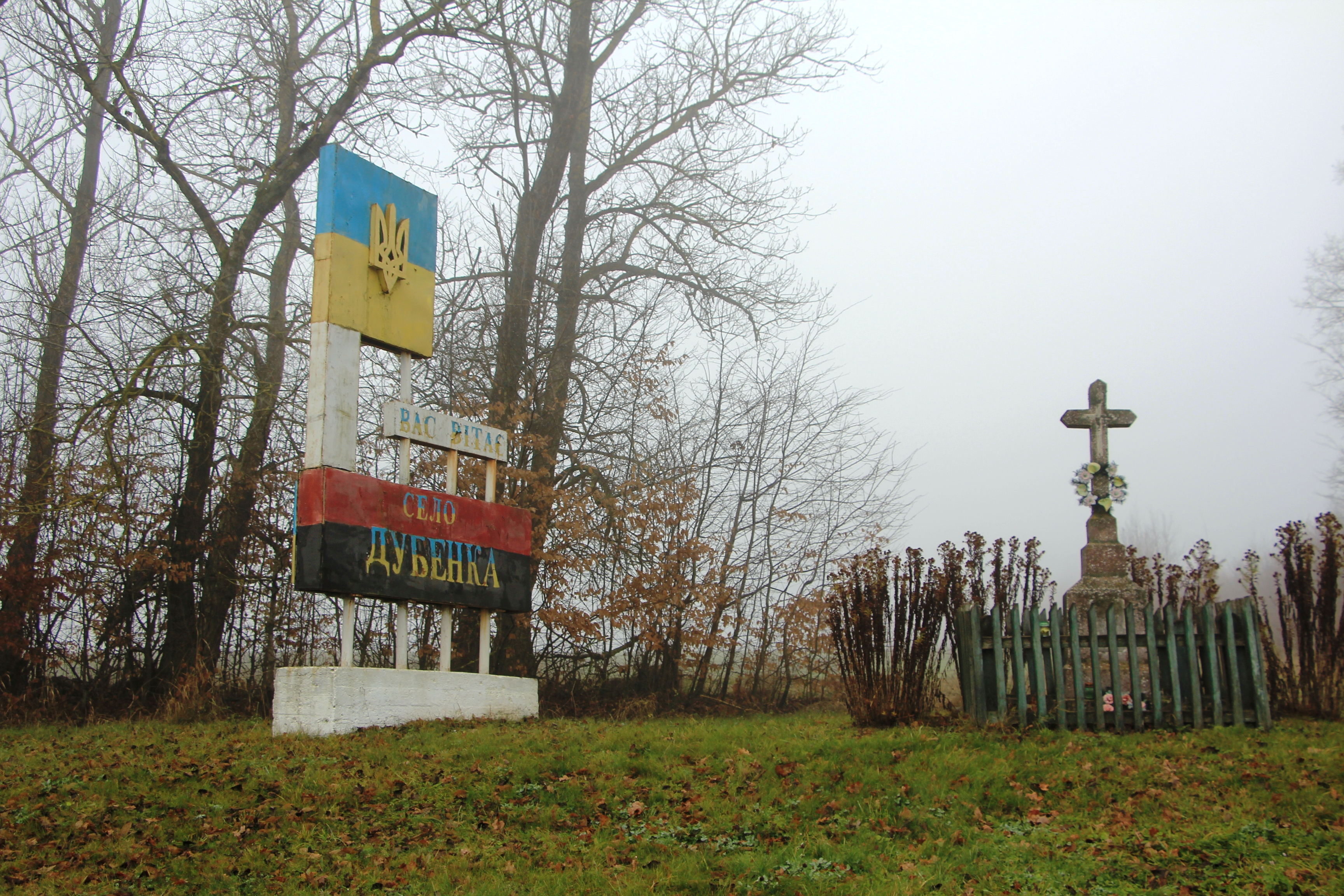
Придорожній знак на в'їзді в село Дубенка
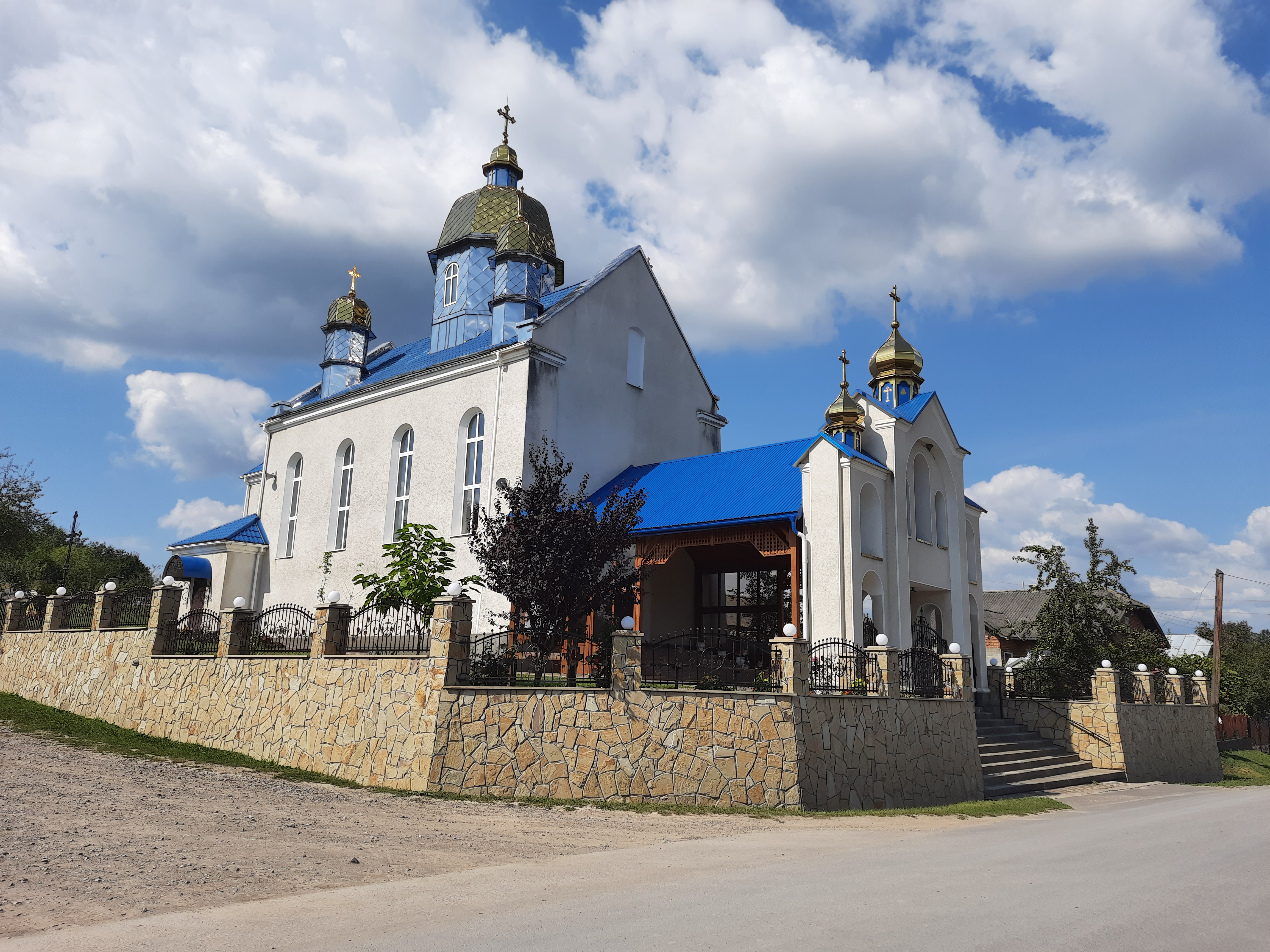
Церква Успіння Пресвятої Богородиці (колишній костел) 1939р.
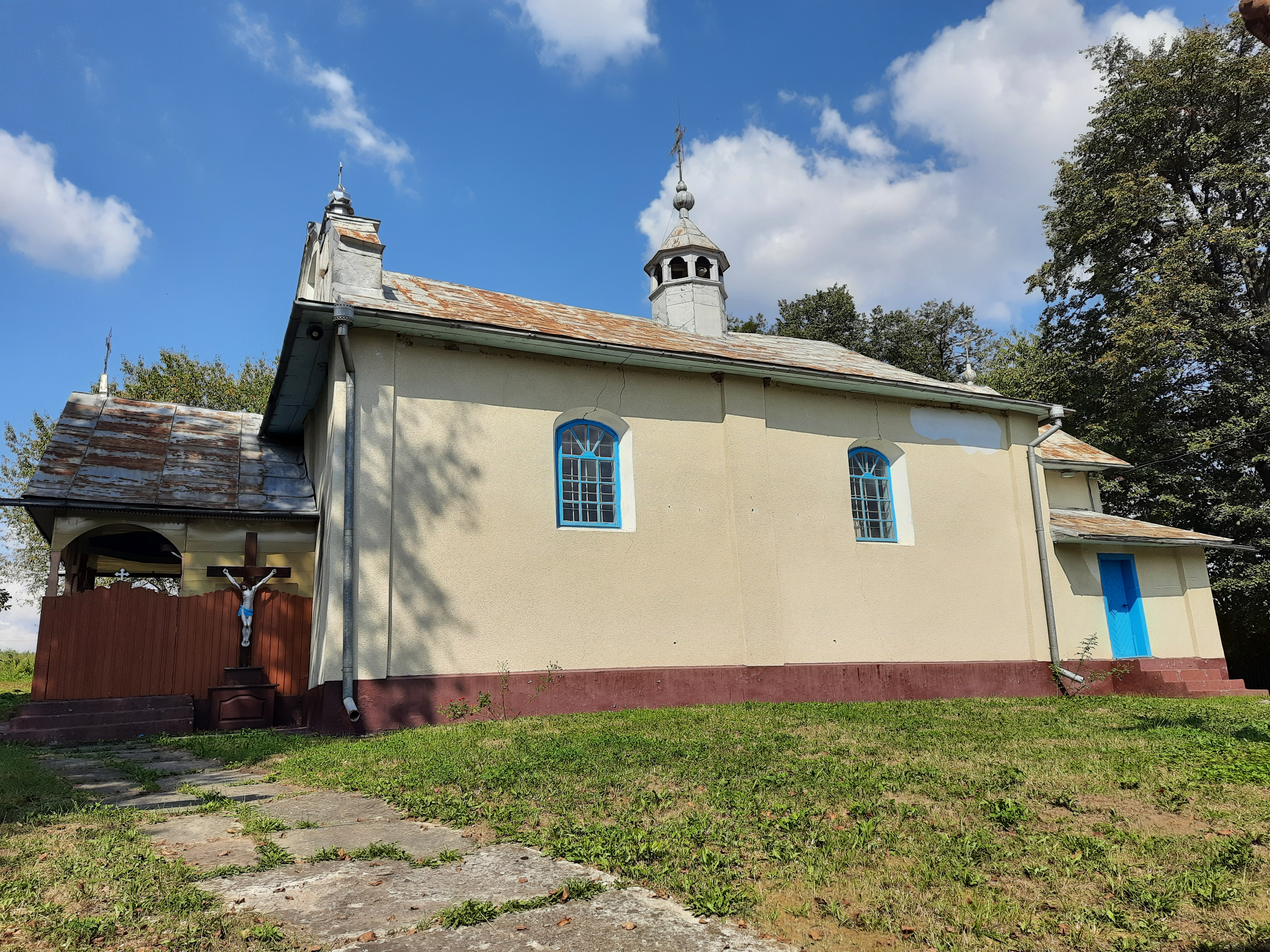
Церква Успення Пресвятої Богородиці (1878)
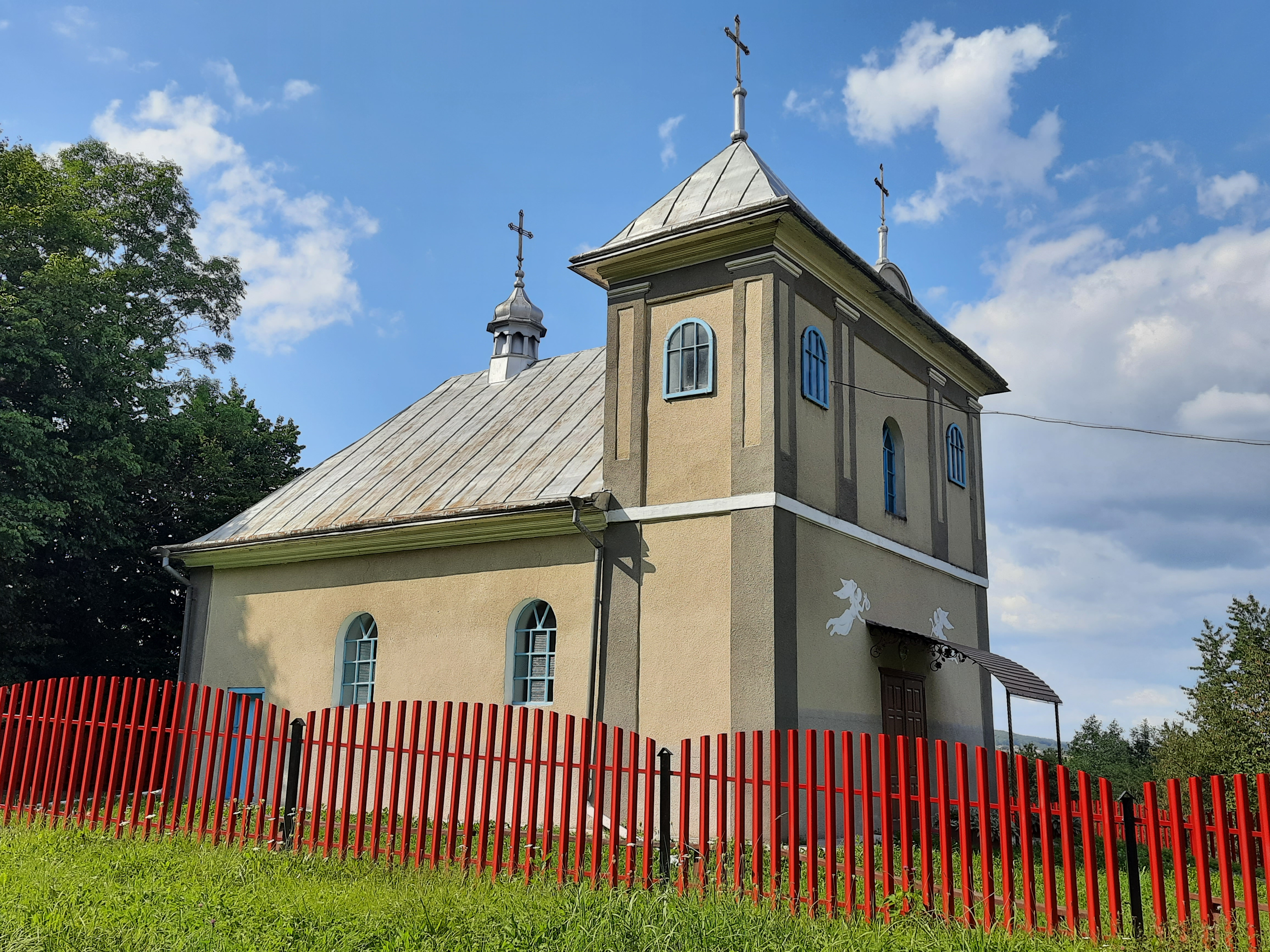
Церква Святих верховних апостолів Петра і Павла (1885) Колишній костел в с. Долішня Слобідка
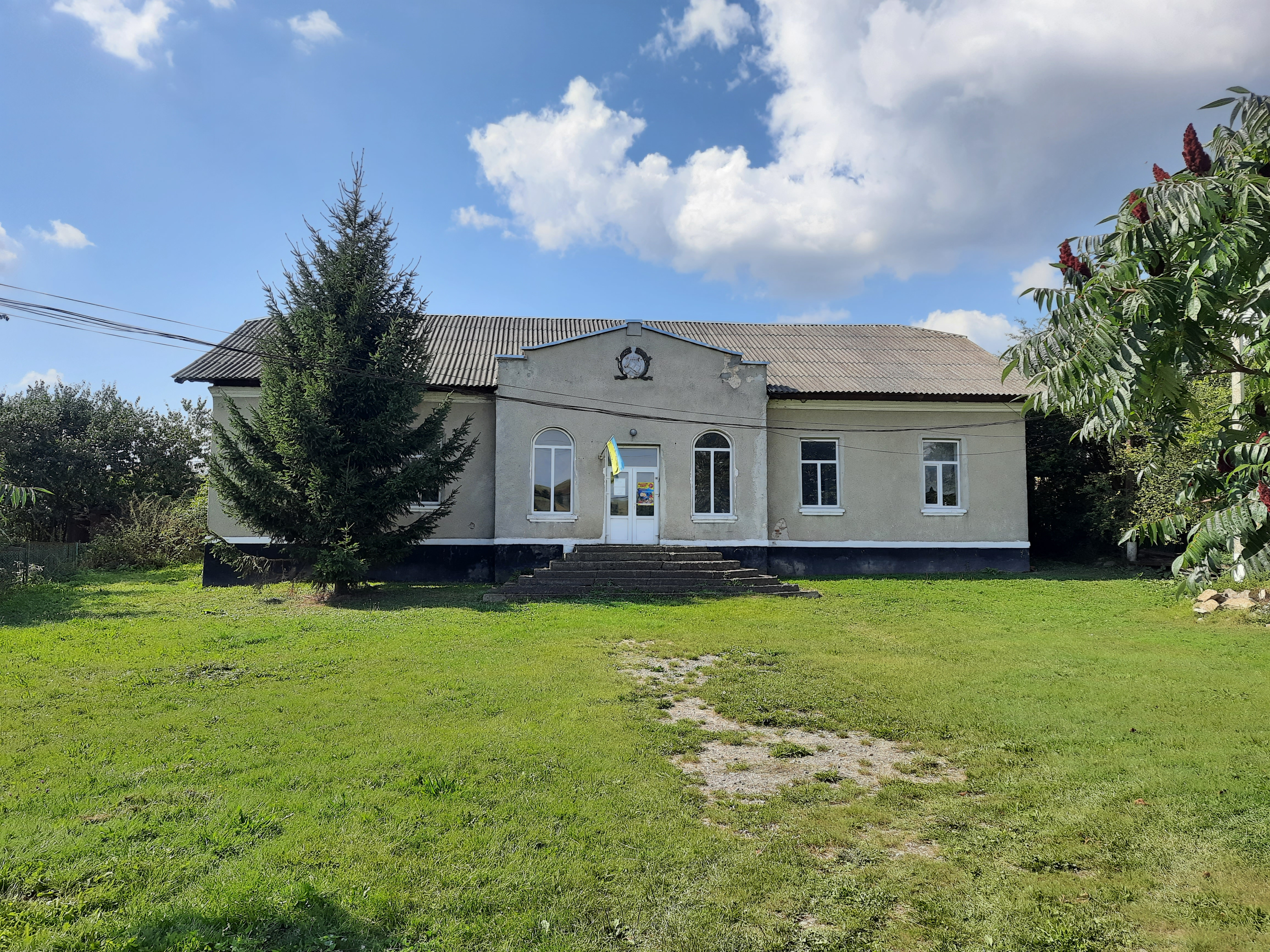
Клуб
Школа
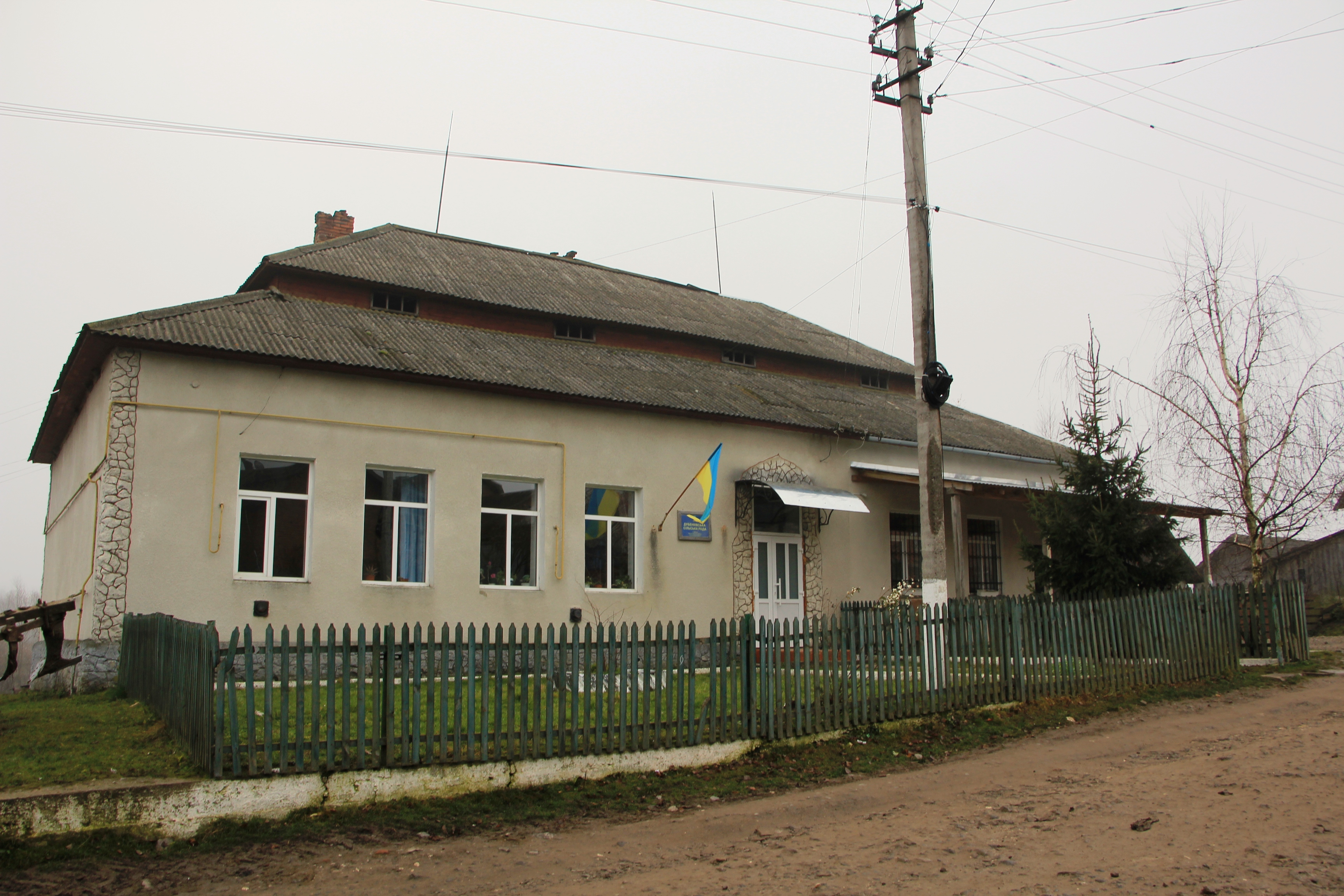
Дубенківська сільська рада
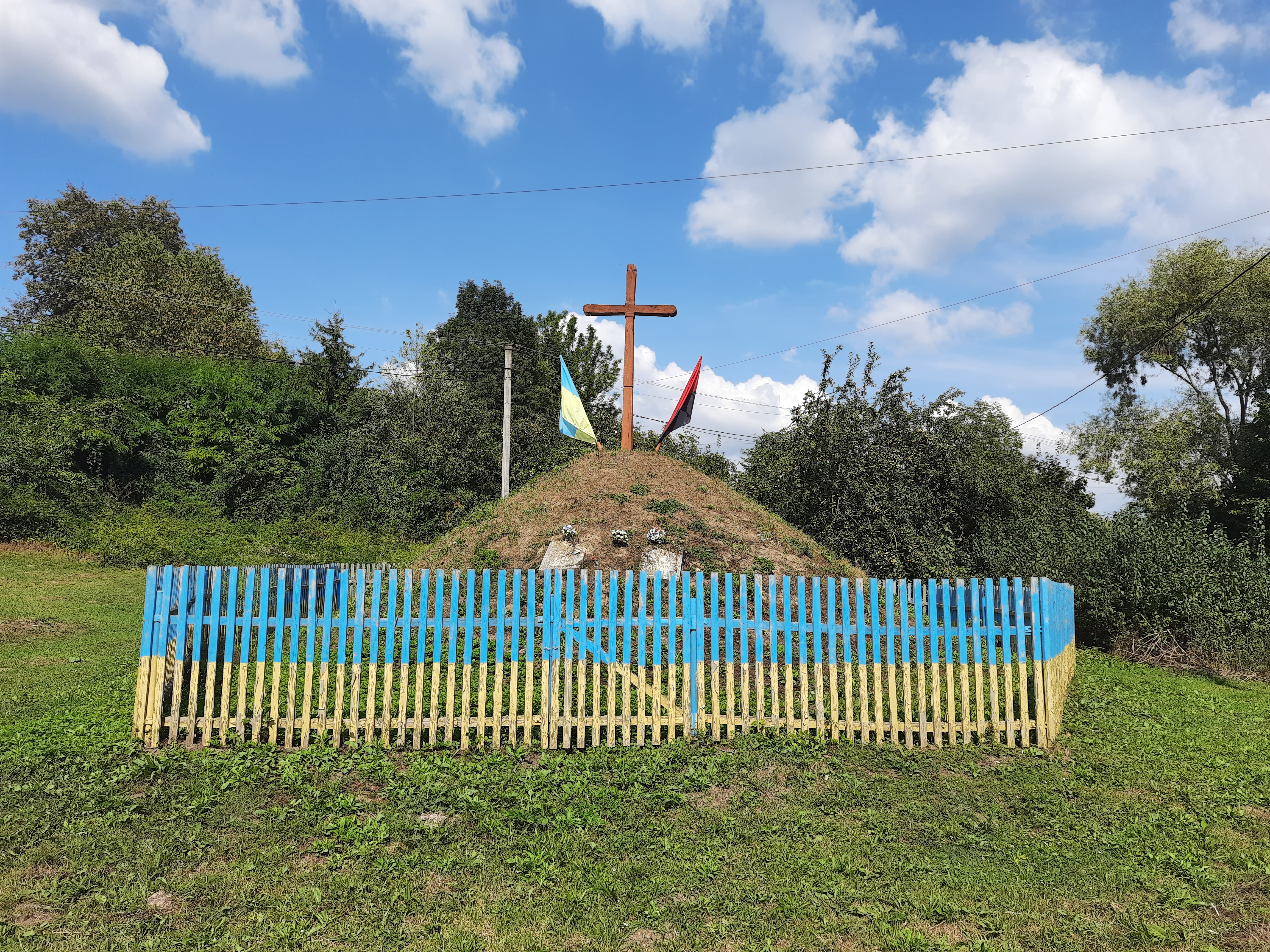
Символічна могила Борцям за волю України.
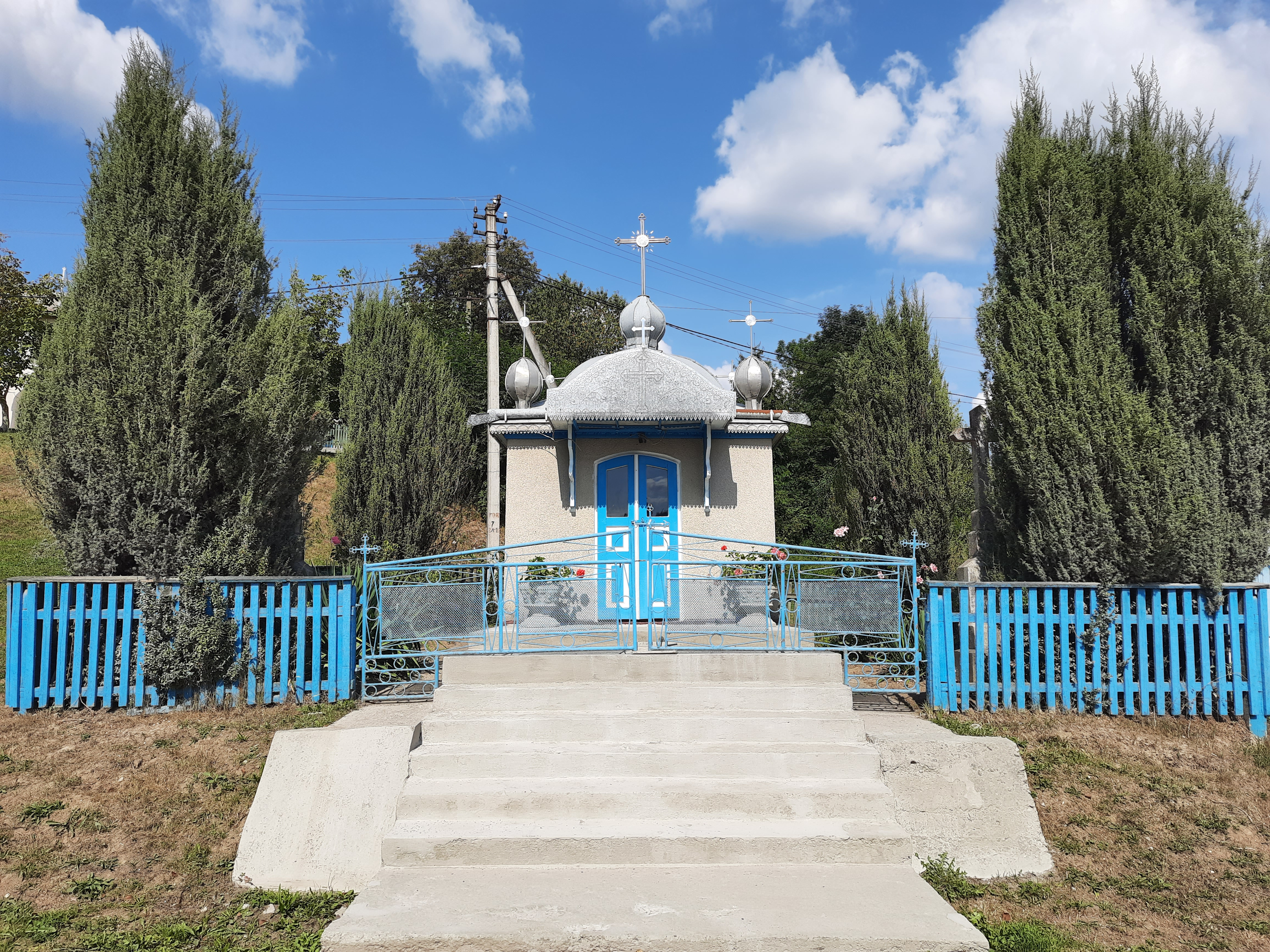
Капличка
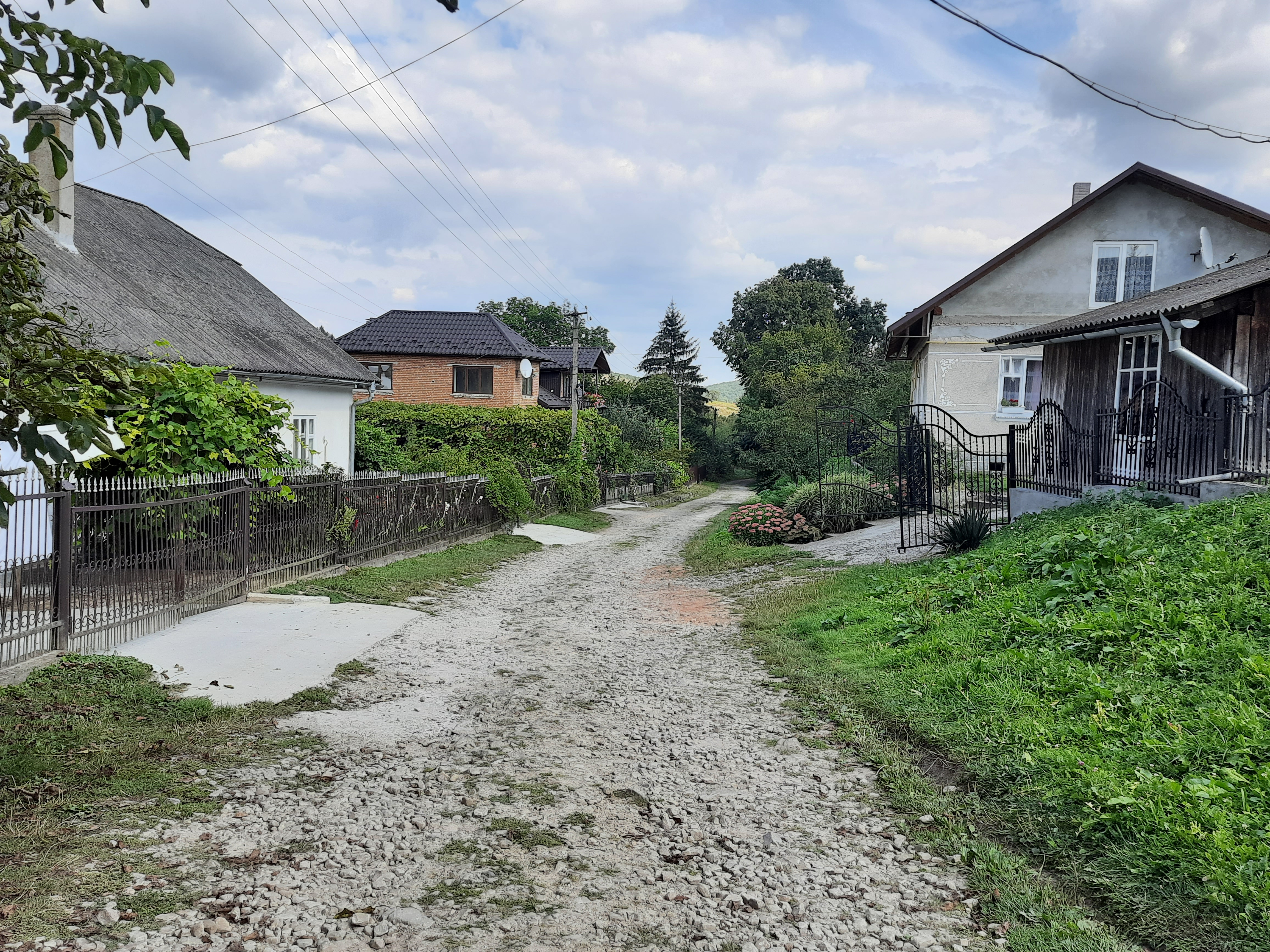
Вулиця в Слобідці Долішній
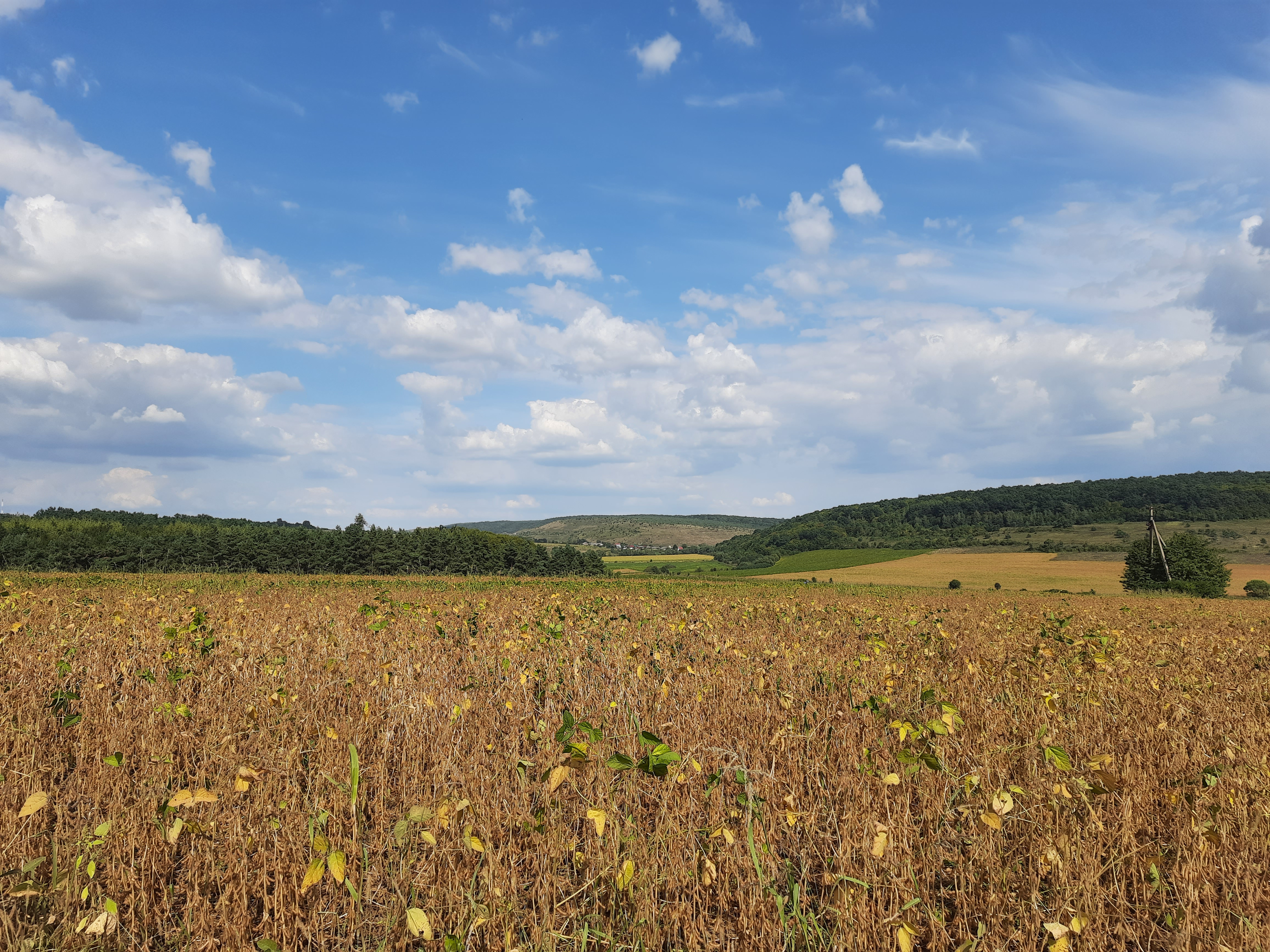
Краєвид біля села